# Heinrich Hlasiwetz
Heinrich Hlasiwetz (Reichenberg, Boêmia, 7 de abril de 1825 – Viena, 7 de outubro de 1875) foi um químico austríaco.
Filho de um farmacêutico, estudou na Universidade de Jena, onde dentre seus instrutores estavam Johann Wolfgang Döbereiner (1780-1849), Heinrich Wilhelm Ferdinand Wackenroder (1798-1854) e Matthias Schleiden (1804-1881). Mais tarde foi aluno de, entre outros, Josef Redtenbacher (1810–1870) em Praga. Em 1848 obteve o diploma de Magister Pharmacia, e no ano seguinte obteve um doutorado em química.
Em 1849 começou a trabalhar como assistente de Friedrich Rochleder (1819-1874), sendo depois professor associado de química da Universidade de Innsbruck (1854). Em 1867 tornou-se professor da Universidade Técnica de Viena.
Participou do Congresso de Karlsruhe de 1860.

## Obras
- Über das Quercitrin, 1859
- Über eine neue Säure aus dem Milchzucker, 1859.[4]